# Alexeï Fadeyev
Alexey Fadeyev (né le 10 décembre 1977 à Moscou) est un coureur du combiné nordique russe. Il débute au niveau international durant la saison  1997-1998. L'hiver suivant, lors des Championnats du monde de Ramsau, il est médaillé de bronze lors du relais et se classe huitième en individuel.
Fadeyev a participé à deux éditions des Jeux olympiques d'hiver, en 1998 et en 2002 à Salt Lake City où il finit 31e en individuel 15 km. 
Il a terminé plusieurs fois quatrième en Coupe du monde, obtenant comme meilleur résultat une deuxième place lors du sprint de Planica en Coupe du monde B en décembre 2001.